# Tofalaren
De Tofalaren (Russisch/Tofalaars: Тофалары; Tofalary of тофа; tofa), vroeger Karagassen (карагасы) genoemd, zijn een klein Turks volk in de Russische oblast Irkoetsk.
Hun oorsprong, taal en cultuur leunen dicht aan bij die van de oostelijke Tuvienen. Vóór de Oktoberrevolutie werkten de Tofalaren als nomadische rendierhouders in de taiga en in de jacht. In 1932 werden de Tofalaren door de Sovjets gedeporteerd naar een andere woonplaats. Jonge Tofalaren leerden Russisch in nieuw gebouwde scholen, terwijl culturele tradities als jacht en sjamanisme ontmoedigd werden of verboden. Volgens de volkstelling van 2010, leven er 762 Tofalaren in Rusland (tegenover 2.828 in 1926, 476 in 1959, 570 in 1970, 576 in 1979 en 722 in 1989).